# Lista așezărilor aromâne
Așezările aromâne se regăsesc în sudul Peninsulei Balcanice și sunt locuite exclusiv sau în proporție semnificativă de aromâni. Mai jos se află o listă a localităților care fie au fost întemeiate de aromâni, fie găzduiesc comunități numeroase sau bine consolidate ale acestora.

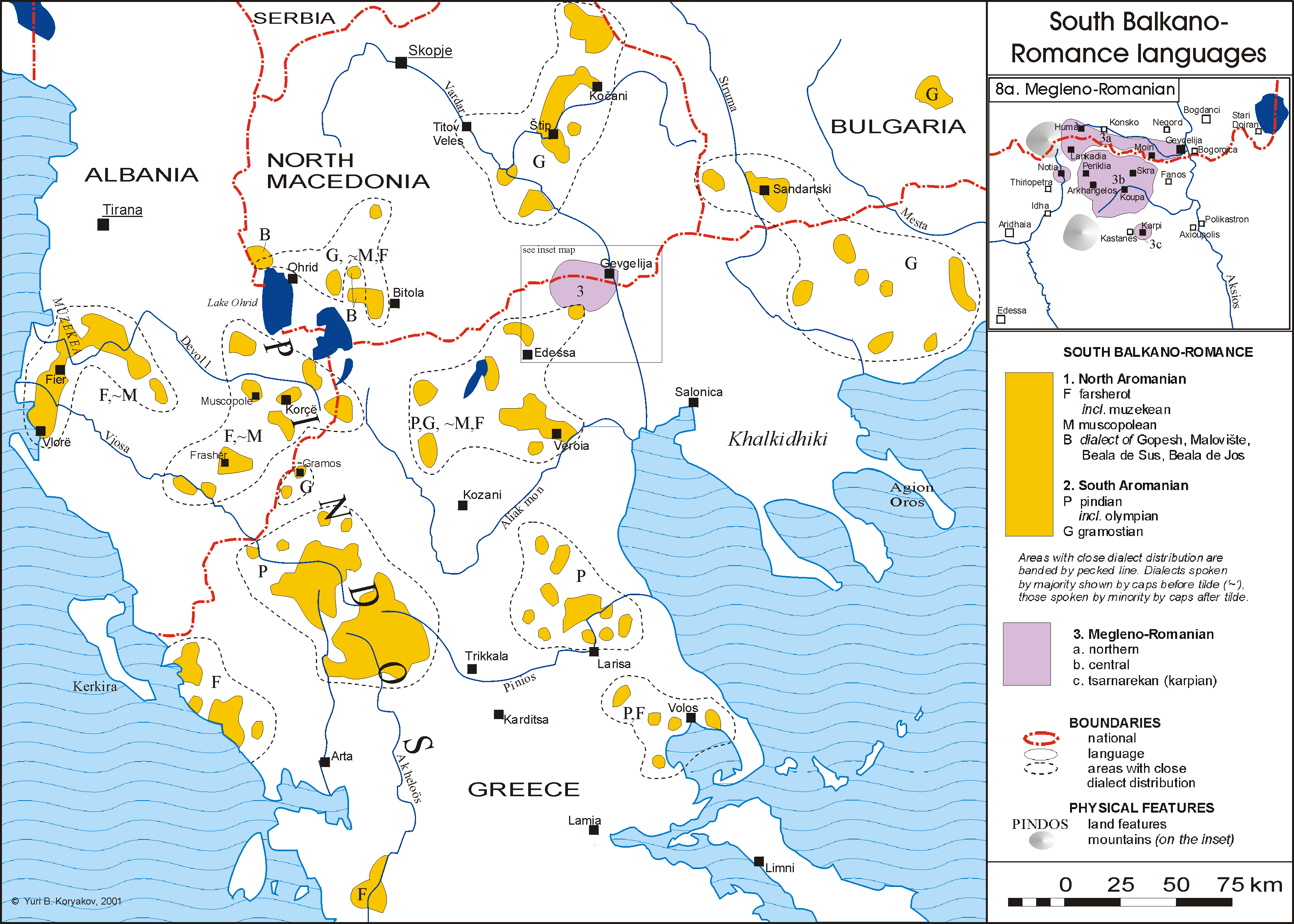
Răspândirea și dialectele limbii aromâne în sud-vestul Balcanilor

## Lista așezărilor

### Regiunea Muzachia
Aromanians are the exclusive population in the settlement
     Aromanians form a majority or a substantial minority in the settlement

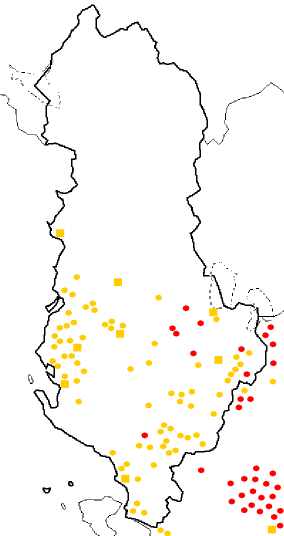
Aromanians are the exclusive population in the settlement
Aromanians form a majority or a substantial minority in the settlement

Regiunea Muzachia (aromână Muzachia, albaneză Myzeqe) este o zonă din vestul Albaniei care cuprinde părți din județele Fier, Tirana și Durrës. Are o populație aromână numeroasă, răspândită în numeroase sate. Locuitorii aromâni din Muzachia sunt numiți Muzachiars sau Muzachirenji în aromână.
 Tirana (în ultimul recensământ albanez, Tirana a avut cel mai mare număr de aromâni din Albania, deși aromânii reprezintă un procent neglijabil din populație)
 Kavajë
 Divjakë
 Elbasan
 Fier (aromână Ferãcã/Ferãche/Ferecã, Ferãca/Fereca)
 Patos
 Kosovë
 Ardenicë
 Portëz
 Perlat
 Beshisht
 Cerkovinë
 Çipllak
 Grabian
 Grabova e Sipërme (aromână Greãva, Grabuva)
 Gradishtë (aromână Gradishta)
 Jubë (aromână Juba)
 Kalasë
 Koshova (aromână Coshova)
 Kryegjatë
 Libofshë
 Moravë (aromână Murava)
 Përparim
 Pobrat (aromână Pubrat, Pubrata)
 Poshnjë
 Shtyllas
 Skrofotinë (aromână Scrufutina)
 Stan-Karbunarë
 Xhyrinë
 Zhepë

### Regiunea Epirului
Regiunea Epir cuprinde nord-vestul Greciei și sudul Albaniei.
 Berat (aromână Birat, Birati / Bãrat, Bãrata)
 Vlorë (aromână Amvlona) 
 Selenicë (aromână Selenitsa, Selenitsã/Selenitse) 
 Kotë
 Gjirokastra
 Andon Poci (aromână Tavan, Tavana)
 Humelicë (aromână Umelitsa, Umelitse) 
 Palokastër (aromână Palucastra)
 Hundëkuq
 Labovë
 Karjan (aromână Carian, Cariana) 
 Kakoz (aromână Cacoz, Cacoza)
 Gjat (aromână Ghiat, Ghiata) 
 Erind (aromână Rin, Rina)
 Nokovë (aromână Nucova, Nãcova)
 Mingul
 Këllëz (aromână Cãlez, Cãleza) 
 Dhoksat (aromână Dhucsat, Dhucsata)
 Qestorat (aromână Chiãsturat, Chiãsturata)
 Valare (aromână Valarei, Valarea)
 Stegopul  (aromână Stãgopul) 
 Suhë (aromână Sua)
 Saraqinisht
 Selckë
 Leusë
 Sqepur (aromână Schiepur, Schiepura) 
 Poliçan (aromână Pulician) 
 Skore (aromână Scurei, Scurea)
 Zagoria (aromână Zaguria, Zagurii) 
 Topovë (aromână Tupova, Tãpova) 
 Ndëran
 Xarrë (aromână Dzara)
 Shkallë
 Delvinë (aromână Delvãn, Delvãna)
 Kardhikaq
 Bajkaj
 Stjar
 Igoumenitsa (aromână Yuminitse, Yuminitsa)
 Paramythia (aromână Pãrmãthia, Pãrmãthii) 
 Filiates
 Arta
 Përmet (aromână Pãrmeti) 
 Frashër
 Leshicë
 Badëlonjë
 Biovizhdë
 Çarshovë (aromână Ciarshova)
 Draçovë
 Hoshevë
 Kosinë (aromână Cusina)
 Kutal
 Vllaho-Psillotarë
 Gërmenj
 Ioannina (aromână Ianina, Enina or Enãna)
 Delvinaki
 Kefalovryso (aromână Migidei, Migidea)
 Vovousa (aromână Baiesa, Baiasa)
 Smenos
 Asproklisi

#### Pindus
Una dintre cele mai mari populații de aromâni din Balcani este concentrată în Munții Pindus. Acești oameni sunt numiți pindieni sau pindenji în aromână. Aromânii au format în mod tradițional o populație majoritară în această zonă. Aceste populații au făcut obiectul a două încercări eșuate, sponsorizate de Italia, de a crea un stat aromân autonom în zonă, cu Principatul Pindus în Primul Război Mondial și așa-numita „Legiune Romană” în al Doilea Război Mondial.
 Agia Paraskevi
 Amarantos
 Ampelochori
 Anilio (aromână Nkiare, Chiarã)
 Anthousa
 Armata
 Avdella (aromână Avdhela)
 Chrysomilea
 Dessi
 Distrato (aromână Briaza)
 Doliana
 Elatochori
 Elefthero
 Flampourari
 Fourka (aromână Furka)
 Fteri
 Gardiki
 Glykomilea
 Grevena (aromână Grebini)
 Greveniti (aromână Grebinishi)
 Haliki
 Iliochori (aromână Dobrinovo)
 Kalarites
 Tzoumerkon
 Kaminia
 Kastaniani
 Kastania
 Katafyto
 Kipourio
 Klino
 Conița (aromână Conita)
 Korydallos
 Kranea (aromână Turia)
 Laista (aromână Laka)
 Makrino
 Malakasi
 Matsouki
 Megali Kerasia
 Mețovo (aromână Aminciu)
 Milea (aromână Ameru)
 Mouria
 Nea Zoi (aromână Burshan)
 Orthovouni
 Palaioselli
 Panagia
 Parakalamos
 Pefki
 Perivoli (aromână Pirivoli)
 Pertouli
 Pirra
 Samarina (aromână Samarina, Xamarina, San Marina)
 Skamneli
 Smixi (aromână Zmixi)
 Syrrako (aromână Siracu) 
 Tsepelovo
 Tristeno
 Trygona
 Vasiliko
 Vissani
 Votonossi
 Votnossi
 Vovousa (aromână Baieasa)
 Vrysochori (aromână Leshnitsa)
 Trikomo

#### Gramos
Munții Gramos (aromână Gramostea, Gramustea, grecă Γράμος, albaneză Gramoz) se află în partea de nord a regiunii Epir din peninsula balcanică. Multe așezări aromâne sunt concentrate în această zonă, care este împărțită atât de Grecia, cât și de Albania. Gramustienii sau yrãmushcianji, așa cum sunt numiți de aromâni, reprezintă o mare parte din populația de acolo.
 Aetomilitsa (aromână Densko, Denicko)
 Argos Orestiko (aromână Hrupistea)
 Dendrohori
 Fousia (aromână Fusa)
 Gramos (aromână Gramosta)
 Ieropigi
 Kleisoura (aromână Klisura, Vlahokleisura)
 Linotopion (aromână Linatopia, Lintopia, Linotopea, Linutopia)
 Milohorion
 Llëngë (aromână Lunca)
 Grabovë e Sipërme (aromână Greãva, Grabuva)
 Niçë (aromână Nicea, Niceani)
 Shipskë (aromână Shipca)
 Nikolicë (aromână Niculitsã, Niculitsa)
 Dardhë
 Arrëz
 Veterniko
 Vlasti (aromână Blatsa)

### Regiunea Macedoniei
O mare parte a aromânilor se găsește în regiunea Macedoniei, care este împărțită de Albania, Grecia, Macedonia de Nord și Bulgaria (regiunea Pirin Macedonia).
Orașul Moscopole (albaneză Voskopojë, Voskopoja) a fost cândva casa celei mai mari populații aromâne din lume. A fost centrul cultural și comercial al aromânilor, cu o populație de peste 60.000 de locuitori. Orașul a fost distrus din temelii de Ali Pașa în 1788, provocând un exod al aromânilor prin Balcani. Mulți dintre aceștia au ajuns în ceea ce avea să devină Macedonia de Nord, Albania și Grecia. Cea mai mare concentrație a acestora se afla în regiunea Pelister din Macedonia de Nord, în orașul Kruševo și în jurul Lacurilor Prespa. Moscopoliții din Moscopoleanji, așa cum sunt cunoscuți în aromână, formează una dintre cele mai mari populații de aromâni din prezent. Ei vorbesc dialectul aromânesc grabovean/moscopolean, iar descendenții graboveanilor/moscopoleanilor din Krusevo (aromână Crushuva, macedoneană Крушево) sunt astăzi un grup minoritar pe deplin recunoscut în temeiul dreptului constituțional al Macedoniei de Nord.
 Moscopole (aromână Moscopole)
 Korçë (aromână Curceaua, Curceauã, Curceau or Curciau)
 Floq
 Vithkuq (aromână Bitcuchi)
 Drenovë (aromână Ndãrnova)
 Maliq
 Dishnicë
 Plasë (aromână Pleasa, Pliasa, Pljasa)
 Boboshticë (aromână Bubushtitsã, Bubushtitsa)
 Kamenice (aromână Caminitsã, Caminitsa)
 Kruševo (aromână Crushuva)
 Bitola (aromână Bituli, Bitule)
 Agios Germanos
 Arilevo
 Dolna Belica (aromână Beala di Ghios, Beala di Cămpu)
 Drosopigi (aromână Belkamen)
 Marmaras
 Flampouro
 Gopeš (aromână Gopish, Gopeshi)
 Gorna Belica (aromână Beala di Suprã, Beala di Supra)
 Jankovec
 Kallithea
 Kruševo (aromână Crushuva)
 Krystallopigi (aromână Belkamen)
 Magarevo (aromână Magaruva, Magarova, Mãgãreva)
 Malovište (aromână Mulovishti, Malovishtea, Molovishci)
 Medovon
 Milohorion
 Moschochori
 Lechovo
 Nižepole (aromână Nijopale)
 Nymfaio (aromână Nevesca)
 Ohrid (aromână Ohãrda) 
 Patima (aromână Paticina)
 Pili
 Resen
 Trnovo (aromână Tãrnuva, Tãrnova)
 Vlasti (aromână Blatsa)
 Pipilista (aromână Namata)
 Vrontero
 Thessaloniki (aromână Sãruna, Sãrunã)
 Kozani (aromână Cojani)
 Kavala
 Ano Poroia (aromână Foroi)
 Arzach
 Bratsigovo 
 Bozhdovo
 Štip (aromână Shtip)
 Kočani (aromână Coceani, Cociani)
 Čatal
 Dorkovo
 Emirica
 Gevgelia
 Irakleia (aromână Giumala de Jos)
 Kalini Kamen
 Karamandra
 Vrbica (aromână Vãrbitsa)
 Kratovo (aromână Cratova)
 Kumanovo (aromână Kumanova)
 Lisec
 Lopen
 Lopovo
 Lozovo
 Ovcepole
 Pazardzhik
 Popovi livadi (aromână Papas Chair)
 Peshtera
 Ponikva, Osogovo (Kočani Municipality)
 Radovistea
 Shatravo
 Sofia
 Strumski Chiflik
 Sveti Nikole (aromână San Nikole)
 Tito Veles
 Tsepina
 Vroica

#### Muntele Vermion
Agios Pavlos
 Ano Grammatiko (aromână Grãmãticuva)
 Ano Vermio (aromână Selia de Sus)
 Kato Vermio (aromână Selia de Jos)
 Kedrona (aromână Cãndruva)
 Naousa (aromână Niagushti)
 Polla Nera
 Seli (aromână Selia)
 Stenimachos (aromână Isashcovedo)
 Veria (aromână Veryia)
 Megala Livadia (aromână Livadzi, Calive)
 Xirolivado (aromână Xiralivadi)

### Zona Tesalia-Muntele Olimp
Această regiune găzduiește cea mai sudică populație de aromâni din Balcani, cu o prezență proeminentă în Evul Mediu târziu. Farșeroții sau Fărshăroții, așa cum sunt cunoscuți în aromână, reprezintă un procent substanțial din locuitorii regiunii.
 Larissa regional unit
 Farsala
 Trikala (aromână Trikolj)
 Kalabaka
 Volos (aromână Volu)
 Almyros (aromână Armiro)
 Anthotopos (aromână Kililaiu)
 Makrychori
 Mikri Perivoli (aromână Taktalasman)
 Neriada (aromână Kerminli)
 Parapotamos
 Sesklo (aromână Sheshklu)
 Tyrnavos
 Velestinon (aromână Velescir)
 Vlachogiano
 Kalochori Larisa (aromână Toivasi, Orta)

#### Muntele Olimp
Argyropouli (aromână Karajoli, Caragioli)
 Falana
 Karitsa
 Kokkinopilos
 Leivadi
 Rodia

### România
Dobrogea
 Constanța (aromână Custantsa) 
 Săcele (aromână Sãcele)
 Ovidiu
 Castelu
 Medgidia
 Cogealac
 Tariverde
 Agigea
 Techirghiol
 Beidaud
 Sarighiol de Deal
 Tulcea
 Lăstuni (aromână Hagilarea)
 Stejaru (aromână Eschibaba)
 Caugagia
 Ceamurlia de Jos
 Ceamurlia de Sus
 Nicolae Bălcescu
 Camena
 Vasile Alecsandri (aromână Tistimelu)
 Baia
 Lunca
 Casimcea
 Panduru
 Sinoe
 Mihai Viteazu (aromână Mihai Parishcu)
 Cobadin
 Slobozia
 Urziceni
 Călărași (aromână Cãlãrashi)
 Modelu (aromână Mudel)
 Voluntari
 Vădeni

### Hărți

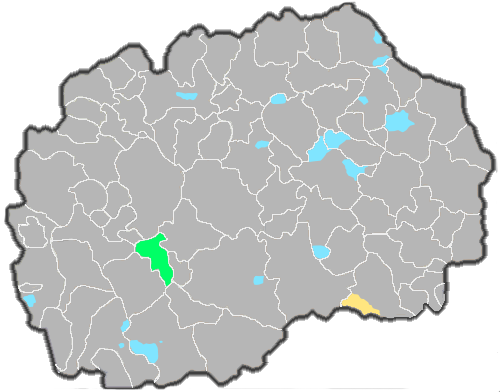
Unde aromânii sunt un grup minoritar recunoscut oficial      Zone în care sunt concentrați aromânii Zone în care sunt concentrați megleno-românii
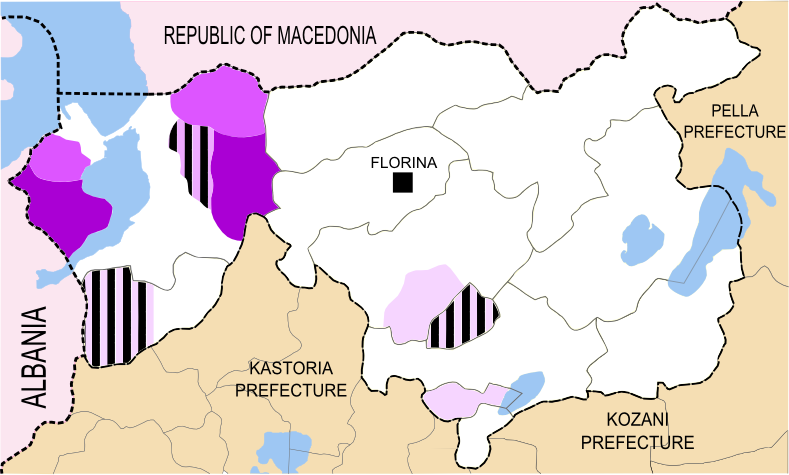
Răspândirea aromânilor în unitatea regională Florina